# Hiéroglyphe égyptien G32
Le héron cendré sur un perchoir, en hiéroglyphes égyptiens, est classifié dans la section G « Oiseaux » de la liste de Gardiner ; il y est noté G32. 

## Représentation
Il représente un héron cendré (Ardea cinerea) ou un héron pourpré (Ardea purpurea) sur un perchoir (champs irrigués ?). Il est translittéré bˁḥj ou bˁḥ.

## Utilisation
| b | a | H | N35A | G32 |

| b | a | H | N35A | G32 |

inonder » et dérivés.
C'est un idéogramme du terme bˁḥ « terre inondée ».

## Exemples de mots
| b | a | H | G32 |

| b | a | H | G32 |

| G32 | N35A | N36 · N23 |

| G32 | N35A | N36 · N23 |

| b · a | H | N35A | G32 |

| b · a | H | N35A | G32 |